# Mimeresia cellularis
Mimeresia cellularis är en fjärilsart som beskrevs av Kirby 1890. Mimeresia cellularis ingår i släktet Mimeresia och familjen juvelvingar. Inga underarter finns listade i Catalogue of Life.